# Toni Eisgruber
Anton „Toni“ Eisgruber (* 1. November 1912 in Garmisch; † 3. Juli 1994 in Ohlstadt) war ein deutscher nordischer Skisportler.
Eisgruber startete in der Nordischen Kombination bei den Olympischen Winterspielen 1936 in seiner Heimat Garmisch-Partenkirchen. Dabei erreichte er im Einzel nach einem zweiten Platz im Skispringen und einem 37. Platz im Skilanglauf am Ende den 23. Platz. Am 18. Mai 1937 beantragte er die Aufnahme in die NSDAP und wurde rückwirkend zum 1. Mai desselben Jahres aufgenommen (Mitgliedsnummer  5.360.587), in der SA brachte er es mindestens zum Oberscharführer.
Nach dem Zweiten Weltkrieg startete er im Spezialspringen. 1952 verlor er bei einem Trainingssprung in Willingen einen Ski, überstand den Sturz aber unverletzt. Bei der Vierschanzentournee 1953 ging er in Garmisch-Partenkirchen an den Start und erreichte dabei den 19. Platz. Weitere internationale Springen bestritt er anschließend nicht.